# Roydon (Essex)
Roydon est un village et une paroisse civile de l'Essex, en Angleterre.